# Leptothorax vicinus
Leptothorax vicinus är en myrart som beskrevs av Mayr 1887. Leptothorax vicinus ingår i släktet smalmyror, och familjen myror. Inga underarter finns listade i Catalogue of Life.